# Желина
Желѝна (на полски: Zielina) е село в Южна Полша, Ополско войводство, Крапковишки окръг, община Стшелечки. Според Полската статистическа служба към 31 декември 2009 г. селото има 670 жители.

## География

### Местоположение
Селото се намира в географския макрорегион Силезка равнина, който е част от Централноевропейската равнина. Разположено е край републикански път , на 5 км източно от общинския център село Стжелечки.

## История
Местност е спомената за първи път в 1743 г. като Zellin (Целин). В началото Zellin беше махала на Kujau (Куяу, днес Куяви). През 18 век то е било собственост на граф Шаффогоч. През 1909 г. е основана пожарогасителна единица. Преди 1945 г. то е било собственост на Клаус фон Тили Винклер. В плебисцита в Горна Силезия на 20 март 1921 г., 377 гласоподаватели гласуваха да остане в Германия и 139 за Полша. След втората световна война намира се в граници на Полша; в ноември 1946 г. селото преименувано на Zielina (Желина).

## Инфраструктура
Селото е електрифицирано, има телефон и канализация. В Желина се намира пожарна, библиотека и магазин. В 2002 г. от общо 168 обитавани жилища – снабдени с топла вода (143 жилища), с газ (98 жилища), самостоятелен санитарен възел (149 жилища); 4 жилища имат площ 30 – 39 m², 8 жилища 40 – 49 m², 4 жилища 50 – 59 m², 26 жилища 60 – 79 m², 33 жилища 80 – 99 m², 30 жилища 100 – 119 m², 63 жилища над 119 m².

## Хората свързани с Желина

### Родени
- Хелмут Форайтер (род. 11 феб. 1958 г., ум. 14 феб. 2008 г.) – полски футболист